# Carex quixotiana
Carex quixotiana вид квіткових рослин з родини осокових (Cyperaceae). Попри багатовікову роботу, основні таксономічні знання про флору Піренейського півострова все ще неповні, особливо щодо дуже різноманітних та/або складних родів, таких як Carex. У результаті систематичного дослідження, заснованого на молекулярних, морфологічних і цитогенетичних даних, описано новий вид — Carex quixotiana. 2n=82, 83.

## Діагностика
Зовні схожий на C. reuteriana Boiss. & Reut., від якого він відрізняється кремово-жовтими, рідше червонувато-коричневими базальними піхвами (проти помаранчевих до червонувато-коричневих) і маточками з високими сосочками (проти гладких або рідко з низькі сосочки). Він також схожий на C. nigra (L.) Reichard, від якого його також можна відрізнити за кремово-жовтими, рідше червонувато-коричневими базальними піхвами (проти відсутні або темно-коричневі, коли вони присутні), вужчим листям (1.8)2–3.2(4.7) мм (проти 3–6(10) мм), і довшим кінцевим чоловічим шипом (18)20–60(85) мм (проти (5)10–30 мм).

## Морфологічний опис
Кореневища від купинотвірних до подовжених. Стебла (48)60–80(95) см завдовжки, (0.8)1–1.2(1.3) мм завширшки під суцвіттям, різко трикутні, гладкі на більшій частині своєї довжини, зверху густо шершаві. Базальні піхви кремово-жовті, рідше червонувато-бурі, користі. Листки (1.8)2–3.2(4.7) мм завширшки, від блідо-зеленого до блакитно-зеленого; язичок (2)3–7(10) мм завдовжки. Суцвіття (9)12–19(22) см завдовжки, усі колоски прямі, винятково нижні злегка пониклі.

## Поширення
Ендемік південно-центральної Іспанії (провінції Сьюдад-Реаль і незначно Хаен). Наразі відомі 16 популяцій, які переважно розташовані в хребті Сьєрра-Мадрона, але також простягаються на північ, досягаючи південного підніжжя хребта Монтес-де-Толедо. Оскільки це осока середнього розміру, яку рідко збирають, у цих областях можуть бути додаткові популяції. Населяє невеликі струмки, річки та джерела в прибережних лісах (Alnus lusitanica, Fraxinus angustifolia, Salix), а також на вологих луках у лугових і Quercus лісах, на кременистому субстраті корінних порід; 400–800 метрів.

## Етимологія
Видовий епітет quixotiana походить від шедевру Мігеля де Сервантеса (1547–1616) «Дон Кіхот».